# Czernięcin Poduchowny
Czernięcin Poduchowny – wieś w Polsce położona w województwie lubelskim, w powiecie biłgorajskim, w gminie Turobin. Leży przy drodze wojewódzkiej nr .
W latach 1954–1972 wieś należała i była siedzibą władz gromady Czernięcin Poduchowny. W latach 1975–1998 miejscowość administracyjnie należała do województwa zamojskiego. 
Wieś jest sołectwem w gminie Turobin. Według Narodowego Spisu Powszechnego z roku 2011 wieś liczyła 308 mieszkańców i była ósmą co do liczby ludności miejscowością gminy.
We wsi znajduje się zabytkowy kościół pw. św. Katarzyny Aleksandryjskiej.